# Tongchuan
Tongchuan (cinese: 铜川; pinyin: Tóngchuān) è una città-prefettura della Cina nella provincia dello Shaanxi.